# Listă de filme științifico-fantastice din anii 1980
Aceasta este o listă de filme științifico-fantastice notabile din anii 1980.

## Listă de filme
| 1980 • 1981 • 1982 • 1983 • 1984 • 1985 • 1986 • 1987 • 1988 • 1989 |                                                         |                                                                                              |                                                                                    |                         |
| 1980                                                                |                                                         |                                                                                              |                                                                                    |                         |
| Titlu                                                               | Regizor                                                 | Distribuție                                                                                  | Țara                                                                               | Sub-Gen /Note           |
| Alien Dead                                                          | Fred Olen Ray                                           | Linda Lewis, Mike Bonavia                                                                    | Statele Unite ale Americii                                                         |                         |
| Akvanavti                                                           | Igor Voznesensky                                        | German Poloskov, Aleksandr Yakovlev, Irina Azer                                              | Uniunea Republicilor Sovietice Socialiste                                          |                         |
| Altered States                                                      | Ken Russell                                             | William Hurt, Blair Brown, Bob Balaban                                                       | Statele Unite ale Americii                                                         |                         |
| Battle Beyond the Stars                                             | Jimmy Murakami                                          | Richard Thomas, Robert Vaughn, George Peppard, John Saxon                                    | Statele Unite ale Americii                                                         |                         |
| Contamination                                                       | Luigi Cozzi                                             | Ian McCulloch, Louise Marleau, Marino Masé                                                   | Germania de Vest · Italia                                                          |                         |
| The Day Time Ended                                                  | John Cardos                                             | Jim Davis, Christopher Mitchum, Dorothy Malone                                               | Spania · Statele Unite ale Americii                                                |                         |
| Death Watch                                                         | Bertrand Tavernier                                      | Romy Schneider, Harvey Keitel                                                                | Franța · Germania de Vest                                                          |                         |
| The Empire Strikes Back                                             | Irvin Kershner                                          | Mark Hamill, Harrison Ford, Carrie Fisher, James Earl Jones                                  | Statele Unite ale Americii                                                         | [ nb 1 ]                |
| The Final Countdown                                                 | Don Taylor                                              | Kirk Douglas, Martin Sheen, Katharine Ross                                                   | Statele Unite ale Americii                                                         |                         |
| Flash Gordon                                                        | Mike Hodges                                             | Sam J. Jones, Melody Anderson, Chaim Topol, Max von Sydow                                    | Statele Unite ale Americii · Regatul Unit al Marii Britanii și al Irlandei de Nord |                         |
| Forbidden Zone                                                      | Richard Elfman                                          | Hervé Villechaize, Susan Tyrrell                                                             | Statele Unite ale Americii                                                         |                         |
| Galaxina                                                            | William Sachs                                           | Dorothy Stratten, Stephen Macht                                                              | Statele Unite ale Americii                                                         |                         |
| Golem                                                               | Piotr Szulkin                                           | Henryk Bak, Mariusz Dmochowski, Wieslaw Drzewicz                                             | Polonia                                                                            | [ 1 ]                   |
| Hangar 18                                                           | James L. Conway                                         | Darren McGavin, Robert Vaughn, Gary Collins                                                  | Statele Unite ale Americii                                                         |                         |
| Phoenix 2772                                                        | Sugiyama Suguru                                         |                                                                                              | Japonia                                                                            | Film anime              |
| The Psychotronic Man                                                | Jack M. Sell                                            | Peter G. Spelson                                                                             | Statele Unite ale Americii                                                         |                         |
| Saturn 3                                                            | Stanley Donen                                           | Farrah Fawcett, Kirk Douglas, Harvey Keitel                                                  | Regatul Unit al Marii Britanii și al Irlandei de Nord · Statele Unite ale Americii |                         |
| Superman II                                                         | Richard Lester                                          | Christopher Reeve, Gene Hackman, Margot Kidder, Terence Stamp                                | Regatul Unit al Marii Britanii și al Irlandei de Nord · Statele Unite ale Americii |                         |
| Toward the Terra                                                    | Hideo Onchi                                             |                                                                                              | Japonia                                                                            | Film anime              |
| Virus                                                               | Kinji Fukasaku                                          | Masao Kusakari, Glenn Ford, Sonny Chiba, Chuck Connors                                       | Japonia                                                                            |                         |
| 1981                                                                |                                                         |                                                                                              |                                                                                    |                         |
| Titlu                                                               | Regizor                                                 | Distribuție                                                                                  | Țara                                                                               | Sub-Gen /Note           |
| Escape from New York                                                | John Carpenter                                          | Kurt Russell, Lee Van Cleef, Ernest Borgnine                                                 | Statele Unite ale Americii                                                         |                         |
| Galaxy of Terror                                                    | B. D. Clark                                             | Edward Albert, Erin Moran, Ray Walston                                                       | Statele Unite ale Americii                                                         |                         |
| Heartbeeps                                                          | Allan Arkush                                            | Andy Kaufman, Bernadette Peters                                                              | Statele Unite ale Americii                                                         |                         |
| Heavy Metal                                                         | Gerald Potterton                                        | Rodger Bumpass, Jackie Burroughs, John Candy, Eugene Levy                                    | Statele Unite ale Americii · Canada                                                | Film de animație        |
| The Incredible Shrinking Woman                                      | Joel Schumacher                                         | Lily Tomlin, Charles Grodin, Ned Beatty, Henry Gibson, John Glover                           | Statele Unite ale Americii                                                         |                         |
| Looker                                                              | Michael Crichton                                        | Albert Finney, James Coburn, Susan Dey                                                       | Statele Unite ale Americii                                                         |                         |
| Mad Max 2                                                           | George Miller                                           | Mel Gibson                                                                                   | Australia                                                                          |                         |
| Outland                                                             | Peter Hyams                                             | Sean Connery, Peter Boyle, Frances Sternhagen                                                | Statele Unite ale Americii                                                         |                         |
| Scanners                                                            | David Cronenberg                                        | Stephen Lack, Jennifer O'Neill, Patrick McGoohan                                             | Canada                                                                             |                         |
| Visitors from the Galaxy                                            | Dušan Vukotić                                           | Ljubiša Samardžić, Ivana Andrlová, Cvijeta Mesic                                             | Serbia · Cehoslovacia                                                              | [ 2 ]                   |
| The War of the Worlds: Next Century                                 | Piotr Szulkin                                           | Roman Wilhelmi                                                                               | Polonia                                                                            |                         |
| 1982                                                                |                                                         |                                                                                              |                                                                                    |                         |
| Titlu                                                               | Regizor                                                 | Distribuție                                                                                  | Țara                                                                               | Sub-Gen /Note           |
| 1990: The Bronx Warriors                                            | Enzo G. Castellari                                      | Vic Morrow, Christopher Connelly, Fred Williamson                                            | Italia                                                                             |                         |
| Anno 2020 - I gladiatori del futuro                                 | Joe D'Amato                                             | Harrison Muller, Al Cliver, Sabrina Siani                                                    | Italia                                                                             | [ 3 ]                   |
| Android                                                             | Aaron Lipstadt                                          | Klaus Kinski, Brie Howard, Norbert Weisser                                                   | Statele Unite ale Americii                                                         | [ nb 2 ]                |
| Arcadia of My Youth                                                 | Tomoharu Katsumata                                      |                                                                                              | Japonia                                                                            | Film anime              |
| Blade Runner                                                        | Ridley Scott                                            | Harrison Ford, Rutger Hauer                                                                  | Statele Unite ale Americii                                                         | [ nb 3 ]                |
| Burst City                                                          | Sōgo Ishii                                              |                                                                                              | Japonia                                                                            |                         |
| Chronopolis                                                         | Piotr Kamler                                            |                                                                                              | Franța                                                                             | Film de animație        |
| E.T. the Extra-Terrestrial                                          | Steven Spielberg                                        | Henry Thomas, Dee Wallace, Peter Coyote, Drew Barrymore                                      | Statele Unite ale Americii                                                         | [ nb 4 ]                |
| Endangered Species                                                  | Alan Rudolph                                            | Robert Urich, JoBeth Williams, Paul Dooley                                                   | Statele Unite ale Americii                                                         | [ 4 ]                   |
| Forbidden World                                                     | Allan Holzman                                           | Jesse Vint, June Chadwick                                                                    | Statele Unite ale Americii                                                         |                         |
| Inseminoid                                                          | Norman J. Warren                                        | Judy Geeson, Robin Clarke, Jennifer Ashley                                                   | Regatul Unit al Marii Britanii și al Irlandei de Nord                              |                         |
| Kamikaze 1989                                                       | Wolf Gremm                                              | Rainer Werner Fassbinder                                                                     | Germania de Vest                                                                   | [ 5 ]                   |
| Megaforce                                                           | Hal Needham                                             | Barry Bostwick, Persis Khambatta, Michael Beck, Henry Silva                                  | Statele Unite ale Americii                                                         |                         |
| The New Barbarians                                                  | Enzo G. Castellari                                      | Fred Williamson, Anna Kanakis, Venantino Venantini                                           | Italia                                                                             | [ nb 5 ]                |
| Parasite                                                            | Charles Band                                            | Robert Glaudini, Demi Moore                                                                  | Statele Unite ale Americii                                                         | Horror film             |
| Space Adventure Cobra                                               | Osamu Dezaki                                            |                                                                                              | Japonia                                                                            | Film anime              |
| Star Trek II: The Wrath of Khan                                     | Nicholas Meyer                                          | William Shatner, Leonard Nimoy, DeForest Kelley, James Doohan                                | Statele Unite ale Americii                                                         | [ nb 6 ]                |
| Swamp Thing                                                         | Wes Craven, Walter von Huene                            | Louis Jourdan, Adrienne Barbeau, Ray Wise                                                    | Statele Unite ale Americii                                                         |                         |
| The Thing                                                           | John Carpenter                                          | Kurt Russell, Wilford Brimley, T. K. Carter                                                  | Statele Unite ale Americii                                                         | [ nb 7 ]                |
| The Time Masters                                                    | René Laloux                                             |                                                                                              | Germania de Vest · Franța · Elveția                                                | Film de animație        |
| Timerider: The Adventure of Lyle Swann                              | William Dear                                            | Fred Ward, Belinda Bauer, Peter Coyote, Richard Masur, Ed Lauter, Chris Mulkey, Tracy Walter | Statele Unite ale Americii                                                         |                         |
| Time Walker                                                         | Tom Kennedy                                             | Ben Murphy, Nina Axelrod, Kevin Brophy                                                       | Statele Unite ale Americii                                                         |                         |
| Tron                                                                | Steven Lisberger                                        | Jeff Bridges, Bruce Boxleitner, David Warner, Cindy Morgan                                   | Statele Unite ale Americii                                                         | [ nb 8 ]                |
| Turkey Shoot                                                        | Brian Trenchard-Smith                                   | Steve Railsback, Olivia Hussey, Michael Craig                                                | Australia                                                                          |                         |
| Warlords of the 21st Century                                        | Harley Cokliss                                          | Michael Beck, Annie McEnroe, James Wainwright                                                | Statele Unite ale Americii                                                         | [ 6 ] [ nb 9 ]          |
| Zapped!                                                             | Robert J. Rosenthal                                     | Scott Baio, Willie Aames, Robert Mandan                                                      | Statele Unite ale Americii                                                         |                         |
| 1983                                                                |                                                         |                                                                                              |                                                                                    |                         |
| Titlu                                                               | Regizor                                                 | Distribuție                                                                                  | Țara                                                                               | Sub-Gen /Note           |
| 2019, After the Fall of New York                                    | Sergio Martino                                          | Michael Sopkiw, Valentine Monnier, Anna Kanakis                                              | Italia · Franța                                                                    |                         |
| Anna to the Infinite Power                                          | Robert Wiemer                                           | Martha Byrne, Dina Merrill                                                                   | Statele Unite ale Americii                                                         |                         |
| The Atlantis Interceptors                                           | Ruggero Deodato                                         | Ivan Rassimov                                                                                | Italia                                                                             |                         |
| Born in Flames                                                      | Lizzie Borden                                           | Jeanne Satterfield, Adele Bertei, Becky Johnston                                             | Statele Unite ale Americii                                                         |                         |
| Brainstorm                                                          | Douglas Trumbull                                        | Christopher Walken, Natalie Wood, Louise Fletcher                                            | Statele Unite ale Americii                                                         |                         |
| BrainWaves                                                          | Ulli Lommel                                             | Keir Dullea, Suzanna Love, Vera Miles, Tony Curtis                                           | Statele Unite ale Americii                                                         | [ 7 ]                   |
| The Creature Wasn't Nice                                            | Bruce Kimmel                                            | Leslie Nielsen, Cindy Williams, Gerrit Graham                                                | Statele Unite ale Americii                                                         |                         |
| Crusher Joe                                                         | Yoshikazu Yasuhiko                                      |                                                                                              | Japonia                                                                            | Film anime              |
| The Dead Zone                                                       | David Cronenberg                                        | Christopher Walken, Brooke Adams, Tom Skerritt, Martin Sheen                                 | Statele Unite ale Americii                                                         |                         |
| The Deadly Spawn                                                    | Douglas McKeown                                         | Charles George Hildebrandt, Tom DeFranco, Richard Lee Porter                                 | Statele Unite ale Americii                                                         |                         |
| Endgame                                                             | Joe D'Amato                                             | Al Cliver, Laura Gemser, George Eastman                                                      | Italia                                                                             |                         |
| Escape from the Bronx                                               | Enzo G. Castellari                                      | Mark Gregory, Henry Silva, Valeria D'Obici                                                   | Italia                                                                             |                         |
| Halloween III: Season of the Witch                                  | Tommy Lee Wallace                                       | Tom Atkins, Stacey Nelkin, Dan O'Herlihy                                                     | Statele Unite ale Americii                                                         |                         |
| Le Prix du Danger                                                   | Yves Boisset                                            | Gérard Lanvin, Michel Piccoli                                                                | Franța                                                                             |                         |
| The Last Battle                                                     | Luc Besson                                              | Pierre Jolivet, Jean Bouise, Fritz Wepper                                                    | Franța                                                                             |                         |
| Liquid Sky                                                          | Slava Tsukerman                                         | Anne Carlisle, Paula Sheppard, Susan Doukas                                                  | Statele Unite ale Americii                                                         |                         |
| Metalstorm: The Destruction of Jared-Syn                            | Charles Band                                            | Jeffrey Byron, Tim Thomerson, Kelly Preston, Richard Moll                                    | Statele Unite ale Americii                                                         |                         |
| Prisoners of the Lost Universe                                      | Terry Marcel                                            | Richard Hatch, Kay Lenz, John Saxon                                                          | Regatul Unit al Marii Britanii și al Irlandei de Nord                              |                         |
| Rock & Rule                                                         | Clive A. Smith                                          | Paul Le Mat, Deborah Harry, Don Francks                                                      | Canada                                                                             | Film de animație        |
| Return of the Jedi                                                  | Richard Marquand                                        | Mark Hamill, Harrison Ford, Carrie Fisher, Billy Dee Williams                                | Statele Unite ale Americii                                                         | [ nb 10 ]               |
| Sayonara Jupiter                                                    | Koji Hashimoto                                          | Tomokazu Miura                                                                               | Japonia                                                                            |                         |
| Space Raiders                                                       | Howard R. Cohen                                         | Vince Edwards, David Mendenhall, Patsy Pease                                                 | Statele Unite ale Americii                                                         |                         |
| Spacehunter: Adventures in the Forbidden Zone                       | Lamont Johnson                                          | Peter Strauss, Molly Ringwald, Ernie Hudson, Michael Ironside                                | Statele Unite ale Americii                                                         |                         |
| Strange Invaders                                                    | Michael Laughlin                                        | Paul Le Mat, Nancy Allen, Diana Scarwid                                                      | Canada · Statele Unite ale Americii                                                |                         |
| Superman III                                                        | Richard Lester                                          | Christopher Reeve, Richard Pryor, Robert Vaughn, Annette O'Toole                             | Statele Unite ale Americii                                                         |                         |
| Twilight Zone: The Movie                                            | Joe Dante, John Landis, Steven Spielberg, George Miller | Dan Aykroyd, Albert Brooks, John Lithgow, Kathleen Quinlan                                   | Statele Unite ale Americii                                                         |                         |
| Videodrome                                                          | David Cronenberg                                        | James Woods, Sonja Smits, Debbie Harry                                                       | Canada                                                                             |                         |
| Warrior of the Lost World                                           | David Worth                                             | Robert Ginty, Persis Khambatta, Donald Pleasence, Fred Williamson                            | Italia                                                                             |                         |
| Wavelength                                                          | Mike Gray                                               | Robert Carradine, Cherie Currie, Keenan Wynn                                                 | Statele Unite ale Americii                                                         |                         |
| Xtro                                                                | Harry Bromley Davenport                                 | Philip Sayer, Bernice Stegers, Danny Brainin                                                 | Regatul Unit al Marii Britanii și al Irlandei de Nord                              |                         |
| Yor, the Hunter from the Future                                     | Antonio Margheriti                                      | Reb Brown, Corinne Clery, John Steiner                                                       | Italia · Franța · Turcia                                                           |                         |
| 1984                                                                |                                                         |                                                                                              |                                                                                    |                         |
| Titlu                                                               | Regizor                                                 | Distribuție                                                                                  | Țara                                                                               | Sub-Gen /Note           |
| 2010                                                                | Peter Hyams                                             | Roy Scheider, John Lithgow, Helen Mirren, Keir Dullea                                        | Statele Unite ale Americii                                                         | [ nb 11 ]               |
| The Adventures of Buckaroo Banzai Across the 8th Dimension          | W. D. Richter                                           | Peter Weller, John Lithgow, Jeff Goldblum, Christopher Lloyd                                 | Statele Unite ale Americii                                                         |                         |
| The Brother from Another Planet                                     | John Sayles                                             | Joe Morton, Darryl Edwards, Steve James                                                      | Statele Unite ale Americii                                                         |                         |
| Dreamscape                                                          | Joseph Ruben                                            | Dennis Quaid, Max von Sydow, Christopher Plummer                                             | Statele Unite ale Americii                                                         |                         |
| Dune                                                                | David Lynch                                             | Francesca Annis, Leonardo Cimino, Brad Dourif                                                | Statele Unite ale Americii                                                         |                         |
| Electric Dreams                                                     | Steve Barron                                            | Lenny Von Dohlen, Virginia Madsen, Bud Cort                                                  | Statele Unite ale Americii                                                         |                         |
| The Element of Crime                                                | Lars von Trier                                          | Michael Elphick, Esmond Knight, Me Me Lai                                                    | Danemarca                                                                          |                         |
| Firestarter                                                         | Mark L. Lester                                          | David Keith, George C. Scott, Drew Barrymore                                                 | Statele Unite ale Americii                                                         |                         |
| Ghostbusters                                                        | Ivan Reitman                                            | Bill Murray, Dan Aykroyd, Harold Ramis, Sigourney Weaver                                     | Statele Unite ale Americii                                                         |                         |
| I Guerrieri dell'anno 2072                                          | Lucio Fulci                                             | Jared Martin, Fred Williamson, Howard Ross                                                   | Italia                                                                             |                         |
| Iceman                                                              | Fred Schepisi                                           | Timothy Hutton, Lindsay Crouse, John Lone                                                    | Statele Unite ale Americii                                                         |                         |
| The Ice Pirates                                                     | Stewart Raffill                                         | Robert Urich, Mary Crosby, Michael D. Roberts                                                | Statele Unite ale Americii                                                         |                         |
| Impulse                                                             | Graham Baker                                            | Tim Matheson, Meg Tilly, Hume Cronyn                                                         | Statele Unite ale Americii                                                         |                         |
| The Last Starfighter                                                | Nick Castle                                             | Lance Guest, Catherine Mary Stewart, Robert Preston, Dan O'Herlihy                           | Statele Unite ale Americii                                                         |                         |
| Lensman                                                             | Yoshiaki Kawajiri                                       |                                                                                              | Japonia                                                                            | Film anime              |
| Macross: Do You Remember Love?                                      | Shoji Kawamori                                          |                                                                                              | Japonia                                                                            | Film anime              |
| The Noah's Ark Principle                                            | Roland Emmerich                                         | Richy Müller, Franz Buchrieser                                                               | Germania de Vest                                                                   |                         |
| Night of the Comet                                                  | Thom Eberhardt                                          | Catherine Mary Stewart, Kelli Maroney, Robert Beltran                                        | Statele Unite ale Americii                                                         |                         |
| Nineteen Eighty-Four                                                | Michael Radford                                         | John Hurt, Richard Burton, Suzanna Hamilton                                                  | Regatul Unit al Marii Britanii și al Irlandei de Nord                              |                         |
| The Philadelphia Experiment                                         | Stewart Raffill                                         | Michael Paré, Nancy Allen, Eric Christmas                                                    | Statele Unite ale Americii                                                         |                         |
| Repo Man                                                            | Alex Cox                                                | Harry Dean Stanton, Emilio Estevez, Olivia Barash                                            | Statele Unite ale Americii                                                         |                         |
| Runaway                                                             | Michael Crichton                                        | Tom Selleck, Cynthia Rhodes, Gene Simmons, Kirstie Alley                                     | Statele Unite ale Americii                                                         |                         |
| The Return of Godzilla                                              | Koji Hashimoto (director)                               | Raymond Burr, Ken Tanaka                                                                     | Japonia · Statele Unite ale Americii                                               |                         |
| Sexmission                                                          | Juliusz Machulski                                       | Olgierd Lukaszewicz, Jerzy Stuhr, Hanna Stankówna                                            | Polonia                                                                            |                         |
| Star Trek III: The Search for Spock                                 | Leonard Nimoy                                           | William Shatner, Leonard Nimoy, DeForest Kelley, Christopher Lloyd                           | Statele Unite ale Americii                                                         |                         |
| Starman                                                             | John Carpenter                                          | Jeff Bridges, Karen Allen, Charles Martin Smith                                              | Statele Unite ale Americii                                                         |                         |
| The Terminator                                                      | James Cameron                                           | Arnold Schwarzenegger, Michael Biehn, Linda Hamilton                                         | Statele Unite ale Americii                                                         | [ nb 12 ]               |
| 1985                                                                |                                                         |                                                                                              |                                                                                    |                         |
| Titlu                                                               | Regizor                                                 | Distribuție                                                                                  | Țara                                                                               | Sub-Gen /Note           |
| The Aurora Encounter                                                | Jim McCullough, Sr.                                     | Jack Elam, Peter Brown, Carol Bagdasarian                                                    | Statele Unite ale Americii                                                         | [ 7 ]                   |
| Back to the Future                                                  | Robert Zemeckis                                         | Michael J. Fox, Christopher Lloyd, Crispin Glover, Lea Thompson                              | Statele Unite ale Americii                                                         | [ nb 13 ]               |
| Brazil                                                              | Terry Gilliam                                           | Jonathan Pryce, Michael Palin, Kim Greist, Robert De Niro                                    | Regatul Unit al Marii Britanii și al Irlandei de Nord                              | [ nb 14 ]               |
| City Limits                                                         | Aaron Lipstadt                                          | Darrell Larson, John Stockwell, Kim Cattrall                                                 | Statele Unite ale Americii                                                         |                         |
| Cocoon                                                              | Ron Howard                                              | Don Ameche, Wilford Brimley, Hume Cronyn                                                     | Statele Unite ale Americii                                                         |                         |
| D.A.R.Y.L.                                                          | Simon Wincer                                            | Mary Beth Hurt, Michael McKean, Kathryn Walker                                               | Statele Unite ale Americii                                                         |                         |
| The Dungeonmaster                                                   | Dave Allen, Charles Band                                | Jeffrey Byron, Leslie Wing, Richard Moll                                                     | Statele Unite ale Americii                                                         |                         |
| Enemy Mine                                                          | Wolfgang Petersen                                       | Dennis Quaid, Louis Gossett, Jr., Brion James                                                | Statele Unite ale Americii                                                         |                         |
| Explorers                                                           | Joe Dante                                               | Ethan Hawke, River Phoenix                                                                   | Statele Unite ale Americii                                                         |                         |
| Gwen, or the Book of Sand                                           | Jean-François Laguionie                                 | Michel Robin, Lorella Di Cicco                                                               | Franța                                                                             | Film de animație        |
| Joey                                                                | Roland Emmerich                                         | Joshua Morrell, Eva Kryll                                                                    | Germania de Vest                                                                   |                         |
| Lifeforce                                                           | Tobe Hooper                                             | Steve Railsback, Peter Firth, Frank Finlay                                                   | Regatul Unit al Marii Britanii și al Irlandei de Nord · Statele Unite ale Americii |                         |
| Mad Max Beyond Thunderdome                                          | George Ogilvie, George Miller                           | Mel Gibson, Tina Turner                                                                      | Australia                                                                          |                         |
| Morons from Outer Space                                             | Mike Hodges                                             | Mel Smith, Griff Rhys Jones, Paul Brown                                                      | Regatul Unit al Marii Britanii și al Irlandei de Nord                              |                         |
| My Science Project                                                  | Jonathan Betuel                                         | John Stockwell, Fisher Stevens, Raphael Sbarge                                               | Statele Unite ale Americii                                                         |                         |
| O-Bi, O-Ba: The End of Civilization                                 | Piotr Szulkin                                           | Jerzy Stuhr, Krystyna Janda                                                                  | Polonia                                                                            |                         |
| Odin: Photon Sailer Starlight                                       |                                                         |                                                                                              | Japonia                                                                            | Film anime              |
| The Quiet Earth                                                     | Geoff Murphy                                            | Bruno Lawrence, Alison Routledge                                                             | Noua Zeelandă                                                                      |                         |
| Real Genius                                                         | Martha Coolidge                                         | Val Kilmer, Gabriel Jarret                                                                   | Statele Unite ale Americii                                                         |                         |
| Re-Animator                                                         | Stuart Gordon                                           | Jeffrey Combs, Bruce Abbott, Barbara Crampton                                                | Statele Unite ale Americii                                                         |                         |
| Space Rage                                                          | Conrad E. Palmisano                                     | Richard Farnsworth, Michael Paré, John Laughlin                                              | Statele Unite ale Americii                                                         |                         |
| Starchaser: The Legend of Orin                                      | Steven Hahn                                             | Joe Colligan, Anthony De Longis, Carmen Argenziano                                           | Statele Unite ale Americii                                                         | Film de animație        |
| Weird Science                                                       | John Hughes                                             | Anthony Michael Hall, Kelly LeBrock, Ilan Mitchell-Smith                                     | Statele Unite ale Americii                                                         |                         |
| 1986                                                                |                                                         |                                                                                              |                                                                                    |                         |
| Titlu                                                               | Regizor                                                 | Distribuție                                                                                  | Țara                                                                               | Sub-Gen /Note           |
| Aliens                                                              | James Cameron                                           | Sigourney Weaver, Paul Reiser, Michael Biehn, Bill Paxton                                    | Statele Unite ale Americii                                                         | [ nb 15 ]               |
| Chopping Mall                                                       | Jim Wynorski                                            | Kelli Maroney, Tony O'Dell, Russell Todd                                                     | Statele Unite ale Americii                                                         | [ 7 ]                   |
| Critters                                                            | Stephen Herek                                           | Dee Wallace, M. Emmet Walsh, Billy Green Bush                                                | Statele Unite ale Americii                                                         |                         |
| Dead End Drive-In                                                   | Brian Trenchard-Smith                                   | Ned Manning, Natalie McCurry, Peter Whitford                                                 | Australia                                                                          |                         |
| Deadly Friend                                                       | Wes Craven                                              | Matthew Laborteaux, Kristy Swanson, Michael Sharrett                                         | Statele Unite ale Americii                                                         |                         |
| Dirty Pair: Project Eden                                            | Kōichi Mashimo                                          |                                                                                              | Japonia                                                                            | Film anime              |
| Eliminators                                                         | Peter Manoogian                                         | Andrew Prine, Denise Crosby, Patrick Reynolds                                                | Statele Unite ale Americii                                                         |                         |
| Flight of the Navigator                                             | Randal Kleiser                                          | Joey Cramer, Veronica Cartwright, Cliff DeYoung                                              | Statele Unite ale Americii                                                         |                         |
| The Fly                                                             | David Cronenberg                                        | Jeff Goldblum, Geena Davis, John Getz                                                        | Statele Unite ale Americii · Canada                                                | [ nb 16 ]               |
| Ga-ga: Glory to the Heroes                                          | Piotr Szulkin                                           |                                                                                              | Polonia                                                                            | Format:List fact        |
| Gröna gubbar från Y.R.                                              | Hans Hatwig                                             | Carl Billquist, Curt Broberg, Åsa Dahlenborg                                                 | Suedia                                                                             | [ 8 ] [ nb 17 ]         |
| Howard the Duck                                                     | Willard Huyck                                           | Lea Thompson, Jeffrey Jones, Tim Robbins                                                     | Statele Unite ale Americii                                                         | [ nb 18 ]               |
| Invaders from Mars                                                  | Tobe Hooper                                             | Karen Black, Hunter Carson, Timothy Bottoms                                                  | Statele Unite ale Americii                                                         |                         |
| Kamikaze                                                            | Didier Grousset                                         | Richard Bohringer, Dominique Lavanant, Michel Galabru                                        | Franța                                                                             | [ 9 ]                   |
| Kin-dza-dza!                                                        | Georgi Daneliya                                         |                                                                                              | Uniunea Republicilor Sovietice Socialiste                                          |                         |
| Making Mr. Right                                                    | Susan Seidelman                                         | John Malkovich, Ann Magnuson                                                                 | Statele Unite ale Americii                                                         |                         |
| Maximum Overdrive                                                   | Stephen King                                            | Emilio Estevez, Pat Hingle, Laura Harrington                                                 | Statele Unite ale Americii                                                         |                         |
| Night of the Creeps                                                 | Fred Dekker                                             | Jason Lively, Steve Marshall, Jill Whitlow                                                   | Statele Unite ale Americii                                                         |                         |
| Programmed to Kill                                                  | Allan Holzman                                           | Robert Ginty, Sandahl Bergman, Louise Claire Clark, Alex Courtney                            | Statele Unite ale Americii                                                         | [ 10 ]                  |
| Project A-ko                                                        | Katsuhiko Nishijima                                     |                                                                                              | Japonia                                                                            | Film anime              |
| Short Circuit                                                       | John Badham                                             | Ally Sheedy, Steve Guttenberg                                                                | Statele Unite ale Americii                                                         |                         |
| Star Crystal                                                        | Lance Lindsay                                           | C. Juston Campbell, Faye Bolt, John W. Smith                                                 | Statele Unite ale Americii                                                         |                         |
| Star Trek IV: The Voyage Home                                       | Leonard Nimoy                                           | William Shatner, Leonard Nimoy, DeForest Kelley, Catherine Hicks                             | Statele Unite ale Americii                                                         |                         |
| TerrorVision                                                        | Ted Nicolaou                                            | Diane Franklin, Gerrit Graham, Mary Woronov                                                  | Statele Unite ale Americii                                                         | [ 11 ]                  |
| They Were Eleven                                                    | Satoshi Dezaki                                          |                                                                                              | Japonia                                                                            | Film anime              |
| The Transformers: The Movie                                         | Nelson Shin                                             | Leonard Nimoy, Robert Stack, Judd Nelson, Orson Welles, Peter Cullen                         | Statele Unite ale Americii                                                         | Film de animație        |
| Vendetta dal futuro                                                 | Sergio Martino                                          | Daniel Greene, Janet Agren, John Saxon                                                       | Italia                                                                             |                         |
| The Wraith                                                          | Mike Marvin                                             | Charlie Sheen, Nick Cassavetes, Randy Quaid                                                  | Statele Unite ale Americii                                                         |                         |
| Zone Troopers                                                       | Danny Bilson                                            | Tim Thomerson, Tim Van Patten                                                                | Statele Unite ale Americii                                                         | [ 12 ]                  |
| 1987                                                                |                                                         |                                                                                              |                                                                                    |                         |
| Titlu                                                               | Regizor                                                 | Distribuție                                                                                  | Țara                                                                               | Sub-Gen /Note           |
| *batteries not included                                             | Matthew Robbins                                         | Hume Cronyn, Jessica Tandy, Frank McRae                                                      | Statele Unite ale Americii                                                         |                         |
| Bad Taste                                                           | Peter Jackson                                           | Peter Jackson, Mike Minett, Pete O'Herne                                                     | Noua Zeelandă                                                                      |                         |
| Cherry 2000                                                         | Steve De Jarnatt                                        | Melanie Griffith, David Andrews                                                              | Statele Unite ale Americii                                                         |                         |
| The Curse                                                           | David Chaskin, David Keith                              | Wil Wheaton, Claude Akins, Malcom Danare                                                     | Statele Unite ale Americii                                                         | [ 13 ]                  |
| The Hidden                                                          | Jack Sholder                                            | Kyle MacLachlan, Michael Nouri, Claudia Christian                                            | Statele Unite ale Americii                                                         |                         |
| Innerspace                                                          | Joe Dante                                               | Dennis Quaid, Martin Short, Meg Ryan                                                         | Statele Unite ale Americii                                                         | [ nb 19 ]               |
| The Kindred                                                         | Stephen Carpenter, Jeffrey Obrow                        | David Allen Brooks, Rod Steiger, Amanda Pays                                                 | Statele Unite ale Americii                                                         | [ 14 ]                  |
| The Lucifer Complex                                                 | Kenneth Hartford, David L. Hewitt                       | Aldo Ray, Merrie Lynn Ross, Robert Vaughn, Keenan Wynn                                       | Statele Unite ale Americii                                                         | [ 15 ] [ 16 ]           |
| Masters of the Universe                                             | Gary Goddard                                            | Dolph Lundgren, Frank Langella, Meg Foster, Billy Barty, James Tolkan                        | Statele Unite ale Americii                                                         |                         |
| Mr. India                                                           | Shekhar Kapur                                           |                                                                                              | India                                                                              |                         |
| Nightflyers                                                         | Robert Collector, Gene Warren                           | Catherine Mary Stewart, John Standing, Michael Praed, Lisa Blount                            | Statele Unite ale Americii                                                         | [ 17 ]                  |
| On the Silver Globe                                                 | Andrzej Zulawski                                        | Andrzej Seweryn, Grazyna Dylag, Jerzy Trela                                                  | Polonia                                                                            |                         |
| Predator                                                            | John McTiernan                                          | Arnold Schwarzenegger, Carl Weathers, Elpidia Carrillo                                       | Statele Unite ale Americii                                                         |                         |
| Prison Ship                                                         | Fred Olen Ray                                           | Ross Hagen, Sandy Brooke, Susan Stokey, John Carradine                                       | Statele Unite ale Americii                                                         | [ nb 20 ] [ 18 ] [ 19 ] |
| Project X                                                           | Jonathan Kaplan                                         | Matthew Broderick, Helen Hunt, William Sadler                                                | Statele Unite ale Americii                                                         |                         |
| RoboCop                                                             | Paul Verhoeven                                          | Peter Weller, Nancy Allen, Ronny Cox, Kurtwood Smith                                         | Statele Unite ale Americii                                                         | [ nb 21 ]               |
| Royal Space Force: The Wings of Honnêamise                          | Hiroyuki Yamaga                                         |                                                                                              | Japonia                                                                            | Film anime              |
| The Running Man                                                     | Paul Michael Glaser                                     | Arnold Schwarzenegger, María Conchita Alonso, Richard Dawson                                 | Statele Unite ale Americii                                                         |                         |
| Spaceballs                                                          | Mel Brooks                                              | Mel Brooks, Bill Pullman, John Candy, Rick Moranis, Daphne Zuniga                            | Statele Unite ale Americii                                                         |                         |
| Slave Girls from Beyond Infinity                                    | Ken Dixon                                               | Elizabeth Kaitan, Cindy Beal, Brinke Stevens                                                 | Statele Unite ale Americii                                                         |                         |
| The Stepford Children                                               | Alan J. Levi                                            | Barbara Eden, Don Murray, Randall Batinkoff, Tammy Lauren                                    | Statele Unite ale Americii                                                         |                         |
| Superman IV: The Quest for Peace                                    | Sidney J. Furie                                         | Christopher Reeve, Gene Hackman, Jackie Cooper, Margot Kidder                                | Statele Unite ale Americii                                                         |                         |
| Wicked City                                                         | Yoshiaki Kawajiri                                       |                                                                                              | Japonia                                                                            | Film anime              |
| 1988                                                                |                                                         |                                                                                              |                                                                                    |                         |
| Titlu                                                               | Regizor                                                 | Distribuție                                                                                  | Țara                                                                               | Sub-Gen /Note           |
| Akira                                                               | Katsuhiro Ōtomo                                         |                                                                                              | Japonia                                                                            | Film anime              |
| Alien from L.A.                                                     | Albert Pyun                                             | Kathy Ireland, Thom Mathews, Don Michael Paul                                                | Statele Unite ale Americii                                                         |                         |
| Alien Nation                                                        | Graham Baker                                            | James Caan, Mandy Patinkin, Terence Stamp                                                    | Statele Unite ale Americii                                                         | [ nb 22 ]               |
| The Blob                                                            | Chuck Russell                                           | Kevin Dillon, Shawnee Smith, Donovan Leitch                                                  | Statele Unite ale Americii                                                         |                         |
| Brain Damage                                                        | Frank Henenlotter                                       | Rick Hearst, Jennifer Lowry, Gordon MacDonald                                                | Statele Unite ale Americii                                                         | [ 7 ]                   |
| Critters 2: The Main Course                                         | Mick Garris                                             | Scott Grimes, Liane Alexandra Curtis, Don Opper                                              | Statele Unite ale Americii                                                         |                         |
| Earth Girls Are Easy                                                | Julien Temple                                           | Geena Davis, Jeff Goldblum, Julie Brown, Michael McKean                                      | Statele Unite ale Americii · Regatul Unit al Marii Britanii și al Irlandei de Nord |                         |
| Killer Klowns from Outer Space                                      | Stephen Chiodo                                          | Grant Cramer, Suzanne Snyder, John Allen Nelson                                              | Statele Unite ale Americii                                                         |                         |
| The Lawless Land                                                    | Jon Hess                                                | Nick Corri, Leon Robinson, Xander Berkeley, Amanda Peterson                                  | Statele Unite ale Americii                                                         | [ 20 ] [ 21 ]           |
| Light Years                                                         | René Laloux                                             |                                                                                              | Franța                                                                             | Film de animație        |
| Mac and Me                                                          | Stewart Ratfill                                         | Christine Ebersole, Tina Caspary, Jonathan Ward                                              | Statele Unite ale Americii                                                         | [ 22 ] [ nb 23 ]        |
| Midnight Movie Massacre                                             | Mark Stock, Larry Jacobs                                | Robert Clarke, Anne Robinson, David Staffer, Tom Hutsler                                     | Statele Unite ale Americii                                                         | [ 23 ] [ 24 ]           |
| Miracle Mile                                                        | Steve De Jarnatt                                        | Anthony Edwards, Mare Winningham, John Agar                                                  | Statele Unite ale Americii                                                         |                         |
| My Stepmother Is an Alien                                           | Richard Benjamin                                        | Kim Basinger, Dan Aykroyd, Alyson Hannigan, Jon Lovitz                                       | Statele Unite ale Americii                                                         |                         |
| The Nest                                                            | Terence H. Winkless                                     | Robert Lansing, Lisa Langlois                                                                | Statele Unite ale Americii                                                         |                         |
| Not of This Earth                                                   | Jim Wynorski                                            | Traci Lords, Arthur Roberts                                                                  | Statele Unite ale Americii                                                         |                         |
| Pulse                                                               | Paul Golding                                            | Cliff DeYoung, Roxanne Hart, Joey Lawrence                                                   | Statele Unite ale Americii                                                         |                         |
| Short Circuit 2                                                     | Kenneth Johnson                                         | Fisher Stevens, Michael McKean, Cynthia Gibb                                                 | Statele Unite ale Americii                                                         |                         |
| They Live                                                           | John Carpenter                                          | Roddy Piper, Keith David, Meg Foster                                                         | Statele Unite ale Americii                                                         |                         |
| Transformations                                                     | Jay Kamen                                               | Rex Smith, Lisa Langlois, Patrick Macnee                                                     | Statele Unite ale Americii                                                         | [ 25 ]                  |
| Warlords                                                            | Fred Olen Ray, Sid Haig                                 | David Carradine, Dawn Wildsmith, Sid Haig                                                    | Statele Unite ale Americii                                                         | [ 26 ]                  |
| World Gone Wild                                                     | Lee H. Katzin                                           | Bruce Dern, Michael Paré, Catherine Mary Stewart                                             | Statele Unite ale Americii                                                         | [ 27 ]                  |
| 1989                                                                |                                                         |                                                                                              |                                                                                    |                         |
| Titlu                                                               | Regizor                                                 | Distribuție                                                                                  | Țara                                                                               | Sub-Gen /Note           |
| Arena                                                               | Peter Manoogian                                         | Claudia Christian, Marc Alaimo                                                               | Italia                                                                             |                         |
| The Abyss                                                           | James Cameron                                           | Ed Harris, Mary Elizabeth Mastrantonio, Michael Biehn                                        | Statele Unite ale Americii                                                         | [ nb 24 ]               |
| Back to the Future Part II                                          | Robert Zemeckis                                         | Michael J. Fox, Christopher Lloyd, Lea Thompson, Thomas F. Wilson                            | Statele Unite ale Americii                                                         |                         |
| Bill & Ted's Excellent Adventure                                    | Stephen Herek                                           | Keanu Reeves, Alex Winter, George Carlin                                                     | Statele Unite ale Americii                                                         |                         |
| The Blood of Heroes                                                 | David Webb Peoples                                      | Rutger Hauer, Joan Chen, Delroy Lindo                                                        | Australia · Statele Unite ale Americii                                             | [ 28 ] [ 29 ]           |
| Bunker Palace Hôtel                                                 | Enki Bilal                                              | Jean-Louis Trintignant, Carole Bouquet, Benoît Régent                                        | Franța                                                                             | [ 30 ]                  |
| Communion                                                           | Philippe Mora                                           | Christopher Walken, Lindsay Crouse, Frances Sternhagen                                       | Statele Unite ale Americii                                                         |                         |
| Cyborg                                                              | Albert Pyun                                             | Jean-Claude Van Damme, Deborah Richter                                                       | Statele Unite ale Americii                                                         |                         |
| DeepStar Six                                                        | Sean S. Cunningham                                      | Taurean Blacque, Nancy Everhard                                                              | Statele Unite ale Americii                                                         |                         |
| Ghostbusters II                                                     | Ivan Reitman                                            | Bill Murray, Dan Aykroyd, Harold Ramis, Sigourney Weaver                                     | Statele Unite ale Americii                                                         |                         |
| Godzilla vs. Biollante                                              | Kazuki Ōmori                                            | Megumi Odaka, Yasuka Sawaguchi                                                               | Japonia                                                                            |                         |
| Honey, I Shrunk the Kids                                            | Joe Johnston                                            | Rick Moranis, Matt Frewer, Marcia Strassman                                                  | Statele Unite ale Americii                                                         |                         |
| Jetsons: The Movie                                                  | Joseph Barbera, William Hanna                           | George O'Hanlon, Mel Blanc, Penny Singleton                                                  | Statele Unite ale Americii                                                         | Film de animație        |
| Leviathan                                                           | George Pan Cosmatos                                     | Peter Weller, Richard Crenna, Amanda Pays, Daniel Stern                                      | Italia · Statele Unite ale Americii                                                |                         |
| Lords of the Deep                                                   | Mary Ann Fisher                                         | Bradford Dillman, Priscilla Barnes, Melody Ryane                                             | Statele Unite ale Americii                                                         |                         |
| Meet the Hollowheads                                                | Thomas R. Burman                                        | John Glover, Richard Portnow, Juliette Lewis                                                 | Statele Unite ale Americii                                                         | [ 31 ] [ 32 ]           |
| Millennium                                                          | Michael Anderson                                        | Kris Kristofferson, Cheryl Ladd, Daniel J. Travanti, Robert Joy                              | Statele Unite ale Americii                                                         |                         |
| Moontrap                                                            | Robert Dyke                                             | Walter Koenig, Bruce Campbell, Leigh Lombardi                                                | Statele Unite ale Americii                                                         |                         |
| A Museum Visitor                                                    | Konstantin Lopushansky                                  | Viktor Mikhailov, Vera Mayorova, Vadim Lobanov                                               | Uniunea Republicilor Sovietice Socialiste                                          | [ 33 ]                  |
| Mutant on the Bounty                                                | Robert Torrance                                         | Kyle T. Heffner, Scott Williamson, John Durbin                                               | Statele Unite ale Americii                                                         | [ 34 ]                  |
| Patlabor: The Movie                                                 | Mamoru Oshii                                            |                                                                                              | Japonia                                                                            | Film anime              |
| The Return of Swamp Thing                                           | Jim Wynorski                                            | Louis Jourdan, Heather Locklear, Sarah Douglas                                               | Statele Unite ale Americii                                                         |                         |
| Slipstream                                                          | Steven Lisberger                                        | Mark Hamill, Bob Peck, Bill Paxton, Ben Kingsley, F. Murray Abraham                          | Regatul Unit al Marii Britanii și al Irlandei de Nord · Statele Unite ale Americii |                         |
| Spontaneous Combustion                                              | Tobe Hooper                                             | Brad Dourif                                                                                  | Statele Unite ale Americii                                                         |                         |
| Star Trek V: The Final Frontier                                     | William Shatner                                         | William Shatner, Leonard Nimoy, DeForest Kelley, James Doohan                                | Statele Unite ale Americii                                                         | [ nb 25 ]               |
| The Terror Within                                                   | Thierry Notz                                            | George Kennedy, Andrew Stevens, Starr Andreeff                                               | Statele Unite ale Americii                                                         |                         |
| Tetsuo: The Iron Man                                                | Shinya Tsukamoto                                        | Tomoroh Taguchi, Kei Fujiwara, Shinya Tsukamoto                                              | Japonia                                                                            |                         |
| Time Troopers                                                       | L. E. Neiman                                            | Albert Fortell, Hannelore Elsner, Renee Felden                                               | Austria                                                                            | [ 35 ]                  |
| Venus Wars                                                          | Yoshikazu Yasuhiko                                      |                                                                                              | Japonia                                                                            | Film anime              |